# Канжальская битва
Канжальская битва — ночное сражение 1708 года, в ходе которого черкесы-кабардинцы под предводительством князя-валия Кургоко Атажукина нанесли поражение войскам крымского хана Каплан-Гирея, состоявшим из крымских татар и турок. В 2013 году Институт российской истории РАН отметил, что битва у горы Канжал «имеет важнейшее значение в национальной истории черкесов-кабардинцев и осетин».

## Общие сведения
Причиной военного конфликта было нежелание кабардинцев платить дань крымскому хану и османскому султану. Крымские татары и османы — всего примерно 20 тысяч человек (во главе с ханом Каплан-Гиреем) выступили в Кабарду для усмирения кабардинцев. Благодаря действовавшему тогда Константинопольскому мирному договору (1700) крымцы и османы рассчитывали на невмешательство русских, а потому ожидали лёгкой победы над малочисленными кабардинцами.
Известно, что первоначально кабардинцы устроили пожар в стане врага, затем в атаку пошли 7 тысяч конницы во главе с князем Кабарды Кургоко Атажукином. Идея тактики внезапного нападения была предложена Джабаги Казаноко. Турецко-крымское войско было уничтожено за одну ночь. Сумела бежать лишь малочисленная группа крымцев во главе с Каплан-Гиреем.
Иностранные источники сообщают разные цифры по численности крымско-османского войска, цифры колеблются значительно — от 10 до 100 тысяч человек. Критически настроенные авторы считают достоверной цифру 20 тысяч человек, которая следует из источника кабардинского происхождения, в частности ссылаются на письмо князя Татархана Бекмурзовича, который должен был знать численность противника, также со ссылкой на него считают число погибших крымцев в количестве 11 тысяч человек.

## Предшествовавшие военно-политические события
В XVI веке кабардинцы и русские страдали от опустошительных набегов крымских феодалов, что толкало их к сближению.
В ходе похода на Москву в 1521 году войско крымского хана разбило русское войско, осадило Москву, убило множество людей и захватило в плен более 60 тысяч человек. Поддержка Кабарды была выгодна Москве в её борьбе с Крымским ханством.
В 1556 году адыги осуществили ряд смелых военных операций, в результате которых были захвачены османско-татарские военные базы Темрюк и Тамань. Эта акция адыгов во многом способствовала разгрому русскими Астраханского ханства в том же году. В 1561 году Иван Грозный женился на Гошаней, дочери кабардинского князя Темрюка Идарова, которая при крещении была наречена именем Мария.
В ходе второго похода на Москву (1571 года) войско крымского хана разбило русское войско, второй раз сожгло Москву, убило множество людей и захватило в плен, по разным оценкам, от 10 до 60 тысяч человек. В 1570-е годы, несмотря на неудачную астраханскую экспедицию, крымцы и османы сумели восстановить своё влияние в регионе. Русские были вытеснены с Кавказа более чем на век.
3 июля 1700 года между Россией и Турцией был заключён Константинопольский мирный договор, по которому Россия получила Азов с прилегающей территорией и вновь построенными крепостями (Таганрог, Павловск, Миус) и освобождалась от ежегодной выплаты дани крымскому хану. Оттоманской Турции передавалась часть Поднепровья с турецкими крепостями. Статья VII этого договора гласила: «А достальныя земли, как по сю пору от Государства Оттоманскаго владены были, паки тем же образом в Государстве и во владении его ж да пребудут Нагайцом и Черкассам и иным покорённым Турскому Государству…», таким образом в тот момент истории Россия не могла вмешаться в отношения кабардинцев и крымского хана. Мирный договор России и Турции обеспечил нейтралитет Турции и позволил Петру I сконцентрировать все военные силы для Северной войны.